# Засоби масової інформації

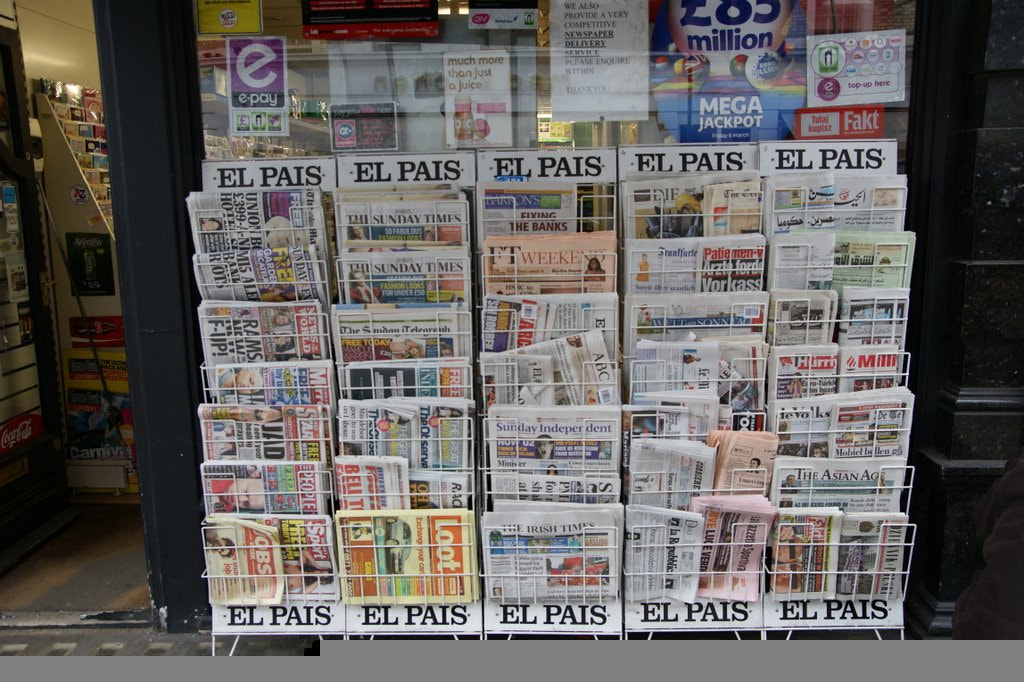
Газети є одним з видів мас-медіа

Засоби масової інформації (ЗМІ) (часто мас-ме́діа) — різновид медіа, орієнтований на одночасне передавання інформації великим групам людей. Охоплюють засоби передавання, зберігання та відтворення інформації, такі як преса (газети, журнали, книжки), радіо, телебачення, інтернет-ЗМІ, кінематограф, звукозаписи та відеозаписи, відеотекст, телетекст, рекламні щити та панелі, мультимедійні центри. Всім цим засобам притаманні спільні якості — звернення до масової аудиторії, доступність багатьом людям, корпоративний зміст виробництва і розповсюдження інформації. Термін медіа застосовується також до організацій, які забезпечують ці технології, наприклад, телевізійних каналів або видавництв. Мас-медіа є основним засобом пропаганди.

## Характеристики мас-медіа

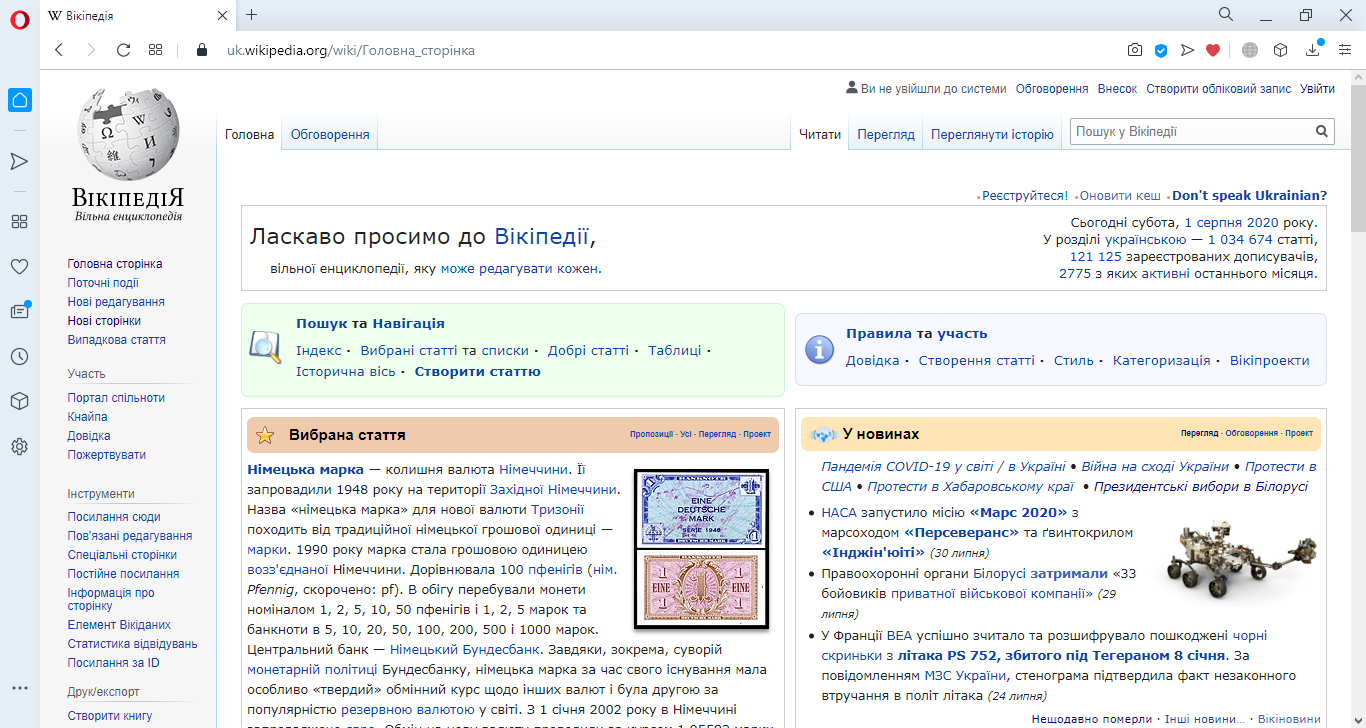
Вікіпедія слугує прикладом «нових медіа», наповнюваних користувачами

Мас-медіа виникли як наслідок стандартизації та механізованого масового виробництва, зокрема винаходу й удосконаленню книгодрукування. мас-медіа в сучасному розумінні засобів комунікації, пов'язаних із електрифікацією та електронікою виникли в першій половині XX століття, а саме радіо й телебачення. мас-медіа, забезпечувані електронними пристроями, переважно є мультимедійними, тобто, поєднують різні види представлення інформації: текстову, статичні й рухомі зображення, звук. Прикладами мультимедійних ЗМІ слугують журналістські матеріали на телебаченні, вебсайтах, а також їх носії та виробники.
У 1980-і роки виникають «нові медіа», пов'язані з використанням комп'ютерної техніки та мереж, зокрема інтернет. Сучасні мас-медіа глибоко інтегровані з комп'ютерними мережами технології Web 2.0, де існує багато рівнозначних центрів з численними зв'язками. Їм притаманна велика фрагментованість, пропонуючи споживачам вибір — яку інформацію та коли споживати. Ця фрагментованість започаткувалася ще регіональними газетами, а в «нових медіа» впроваджується як численні телеканали на вибір, або вебсайти та вебсторінки. Вміст «нових медіа» значною мірою створюють самі користувачі дописами в соцмережах, блогах, публікаціями у відеохостингах, створенням інді-ігор. Такий тип створення вмісту має назву «користувацький контент» і передбачає порівняно високий рівень комп'ютерної грамотності та володіння відповідним програмним забезпеченням. У середовищі «нових медіа» зникає різниця між аматорами й професіоналами.
Мережі «нових медіа» стійкіші порівняно з «традиційними медіа», бо блокування навіть значної кількості центрів і зв'язків, не припиняє діяльності мережі загалом, тоді як «традиційні медіа» мають чіткий центр, з якого керуються. В «нових медіа» працює саморегуляція, а регуляція ззовні ускладнена. Разом з тим преса, а саме газети й журнали, зазвичай мають вищий авторитет, оскільки інформація подається на паперових носіях, на відміну від електронних носіїв, де інформація може згодом редагуватися.
Мас-медіа є одним з найважливіших інститутів громадянського суспільства, що забезпечує інформаційні потреби суспільства та підтримує політичну комунікацію. Дедалі більше вони виступають не лише необхідною ланкою передавання інформації у системі механізмів політики, а й зчаста її творцем. Завдяки здатності впливати на повідомлення на шляху їх створення та трансляції, мас-медіа слугують засобом пропаганди. Головні методи пропаганди: встановлення порядку денного наполегливим висвітленням певних проблем або обмеженням висвітлення інших; формування фіксованих установок (праймінг), коли активація за допомогою медіа однієї думки у споживача інформації, може викликати пов'язані з нею думки; обрамлення, за якого певні докладності зумисне залучаються до повідомлення або замовчуються.

## Види мас-медіа

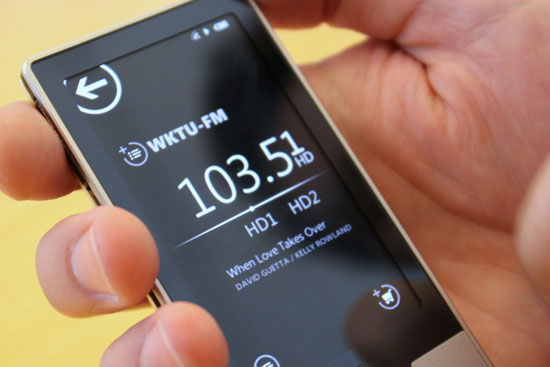
Радіотрансляція на портативному програвачі

- Масова преса (газети, журнали, книги, бюлетені, листівки з текстом). Це друковані видання, що виходять зазвичай під постійною назвою, визначеним наперед накладом і з певною періодичністю, надаючи здебільшого текстову інформацію;
- Масові статичні зображення (рекламні щити й листівки). Зазвичай рекламні зображення з невеликим текстом чи взагалі без нього, що демонструються чи розповсюджуються в людних місцях;
- Рухомі зображення (кінематограф і телебачення, відеотекст, телетекст, вебсайти, комп'ютерні програми з візуальним інтерфейсом). Суттєва особливість таких медіа — візуалізація, використання асоціативної логіки та візуальних ефектів, які дають змогу унаочнити повідомлюване, показати його в привабливій та зрозумілій загалу формі, натомість при цьому може постраждати раціональність та аргументація. Насправді більшість мас-медіа з рухомими зображеннями є мультимедіа. Переважно такі мас-медіа за сучасності, тісно пов'язані з інтернетом у ході створення й розповсюдження. Web 2.0 зумовлює активний вплив користувачів на їх уміст, взаємодію з віртуальними об'єктами;
- Аудіозаписи чи трансляції (радіо, подкасти). Медіа, що діють винятково на органи слуху. Радіомовлення головним чином, поділяється на інформаційне (новини), музичне та комерційне (реклама). Подкаст відрізняється тим, що надає не трансляції по радіо, а цифрові медіафайли, розповсюджувані інтернетом для відтворення на портативних медіапрогравачах чи персональних комп'ютерах;
- Тиражовані знімні носії інформації (касети, компакт-диски). Носії інформації, що відтворюють її за допомогою певного пристрою, яким, як передбачається, володіє користувач; на відміну від, наприклад, преси, що одразу після придбання готова до використання. За сучасності це здебільшого оптичні диски з фільмами чи відеоіграми[6][12].

Вирізняються також інші види мас-медіа за специфічними критеріями. Наприклад, громадські медіа, часто пов'язано з «громадськими комунікаціями» та можуть брати різні форми, можуть стосуватись різних груп людей та бути пов'язаними з великою кількістю різних напрямків. Разом із тим, громадські медіа являють собою засіб для створення дискусії та залучення звичайних громадян, що об'єднані певними цілями. Головна риса громадських медіа полягає в тому, що вони не залежать від комерційних тенденцій та поширених тем для обговорення. Це дозволяє створювати різні моделі громадських медіа, які можуть пропонувати відкриту редакційну політику, або більш зосереджену на залученні громадян. Загалом засоби масової інформації є дієвою формою впливу громадськості на владу та її рішення.
Особливим видом засобів масової інформації є друковані парламентські видання, які діють у вигляді парламентської газети та парламентського журналу. Головною метою їхньої діяльності є: 1) об'єктивне і своєчасне висвітлення діяльності парламенту та його органів; 2) офіційне оприлюднення прийнятих законів, нормативно-правових актів та іншої офіційних даних; 3) роз'яснення з боку авторитетних правників ухвалених законів або законопроєктів, які ще знаходяться на стадії обговорення чи будуть найближчим часом подані на розгляд парламенту; 4) підняття та розгляд актуальних питань державотворення, правотворення та соціально-економічних перетворень, які важливі для країни, тощо.

## Масова комунікація
Докладніше: Психологія масової комунікації
Психологія масової комунікації — галузь соціальної психології, яка досліджує вплив об'єктивних і суб'єктивних чинників на ефективність масового спілкування, формування, закріплення і зміну масових установок, виникнення і функціонування суспільного настрою та громадської думки, способи спонукання людей до певних дій, закономірності засвоєння і переробки інформації, її сприйняття або несприйняття. Психологія масових комунікацій зачіпає індивідуальні особливості передавання та отримання інформації. З точки зору реципієнта, важливо розуміти як саме сприймається та засвоюється інформація яка передається — з боку ж інформатора важливим є, яким саме чином цю інформацію потрібно передавати, щоби вона була почута та засвоєна певною людиною.

## ЗМІ у світі

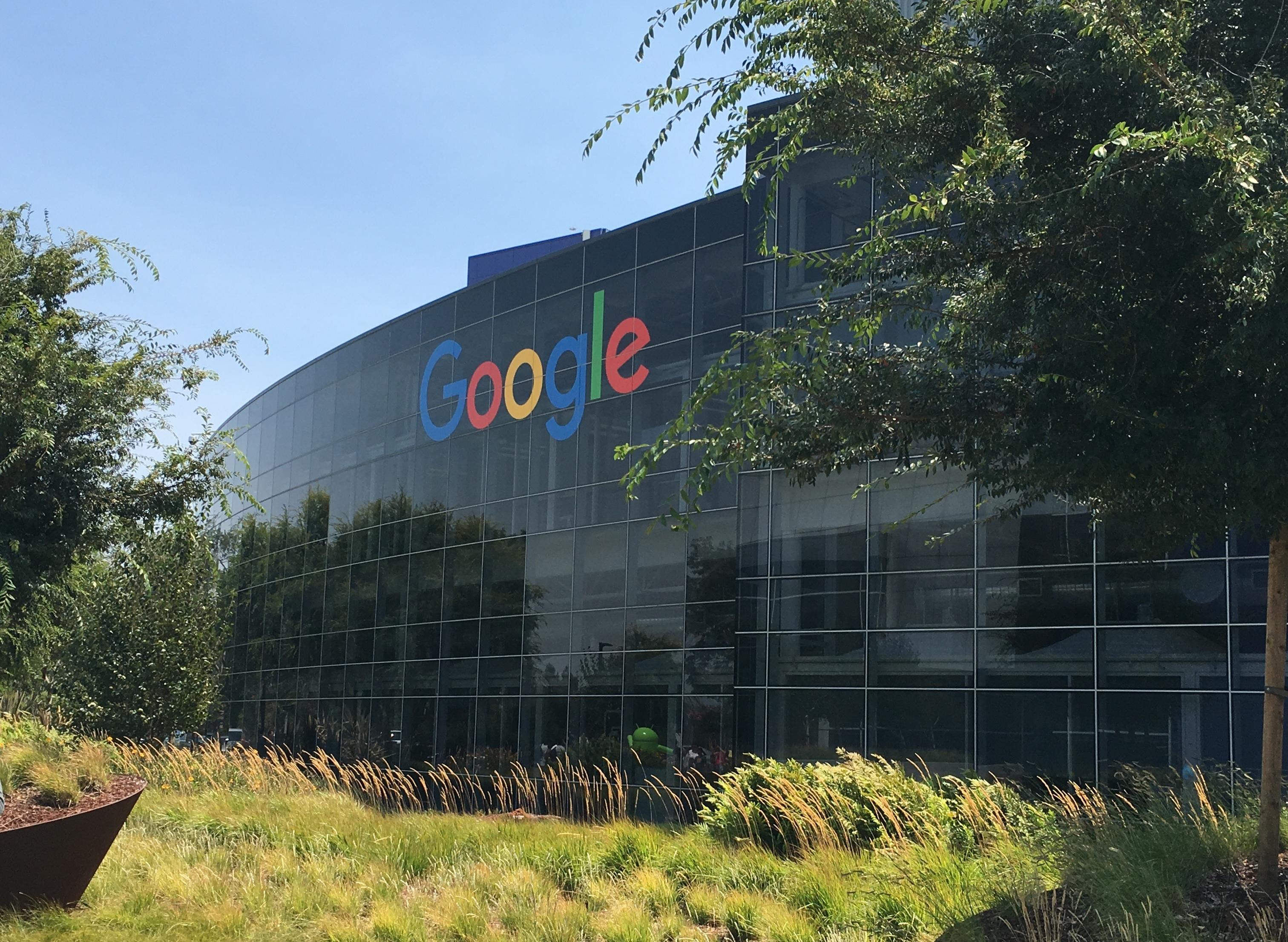
Штаб-квартира компанії Google Inc.

### Загальне становище
Ринок мас-медіа станом на 2020 рік складав $1,7 трлн. При цьому область преси розвивається найповільніше (+1,1 % за 2016—2020 роки), а найшвидше інтернет (+7,8 %). Мас-медіа в XXI ст. притаманні перехід у цифрові форми та зростання фрагментарності: медіа дедалі більше зосереджуються на потребах окремих груп суспільства, зростання кількості платформ розповсюдження вмісту. Також збільшується частка користувацького вмісту та контроль над медіа з боку цільової аудиторії. Зростає значення мобільних пристроїв, таких як смартфони. Доступ до інтернету з 2014 року здійснюється переважно саме з них і частка мобільного інтернету більшає з кожним роком. Пересічні користувачі витрачають понад 150 хв. щодня на інтернет і понад 160 хв. на телебачення.
Головними власниками мас-медіа у світі є такі підприємства як Alphabet (власник Google), The Walt Disney Company, Comcast, 21st Century Fox, Facebook і Bertelsmann, прибутки кожного з яких станом на 2015 рік перевищували $10-20 млрд.

### Закордонні ЗМІ
Тут наведено приклади з держав, становище ЗМІ в яких вирізняється своєю значущістю чи/або винятковістю.

#### США

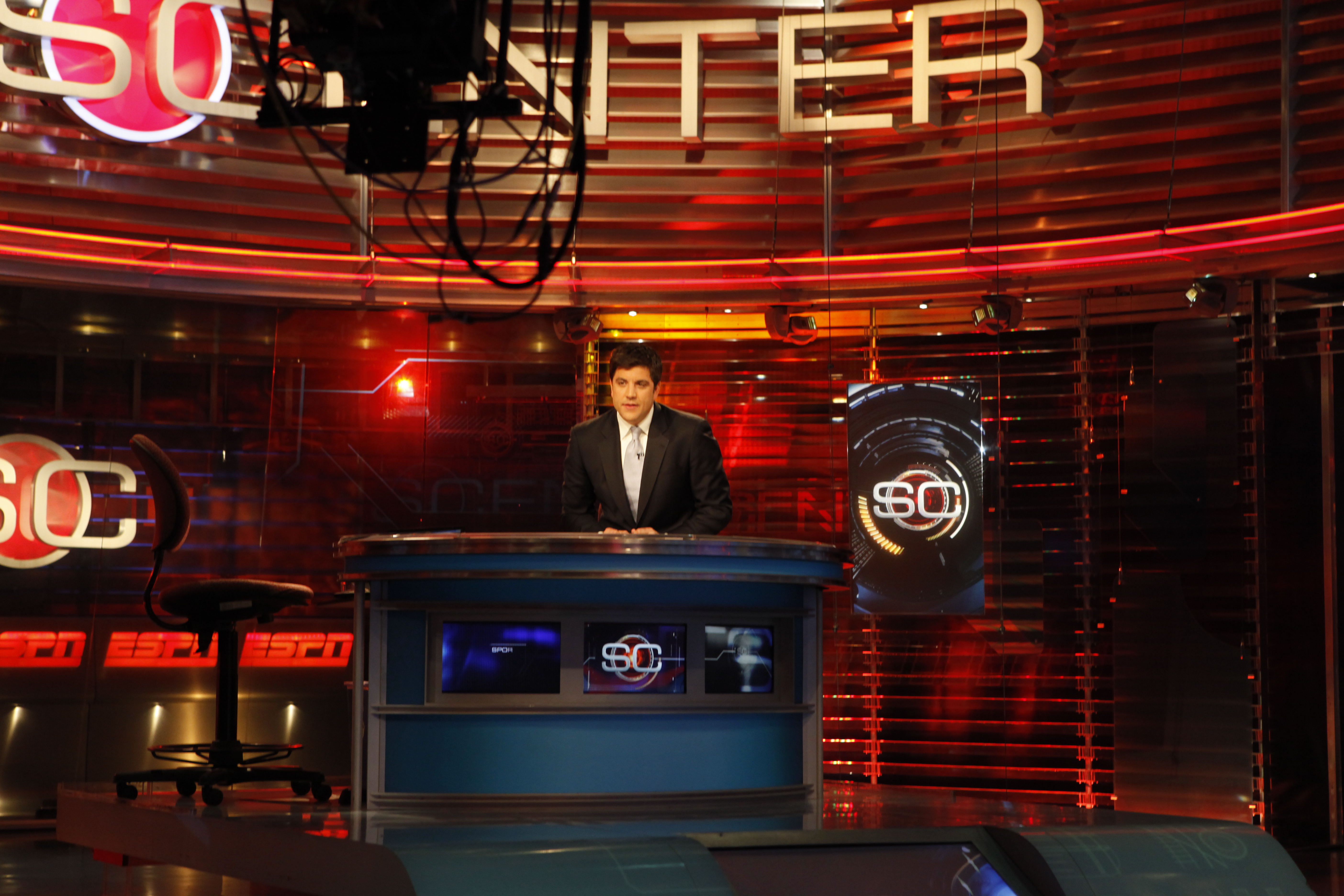
Запис випуску спортивних новин у американській телестудії

Індустрія мас-медіа США найбільша у світі, на неї припадало $717 млрд, станом на 2018 рік. Інтернет в США є головним джерелом інформації, популярним лишається телебачення. Найбільші газети США: «USA Today», «Wall Street Journal», «New York Times», «Los Angeles Times», «Washington Post». Вони виходять сукупним щоденним тиражем у 9,7 млн примірників. Загалом видається понад 1 тис. газет, але їхня кількість зменшується з кожним роком.
До основних англомовних комерційних телемереж Сполучених Штатів належать NBC, CBS, ABC та Fox, кожна з яких має власні ефірні телевізійні станції, а також трансляції на платних телеканалах. Пересічні американці дивляться телебачення 4 години на добу. В середньому кожному глядачеві доступно понад 100 телеканалів.
США посідає 3-є місце за кількістю користувачів інтернету після Китаю та Індії, в 2019 році досягнувши 312 млн користувачів. Постійно ним користуються 90 % населення. За кількістю інтернет-провайдерів США посідають перше місце у світі — понад 7000.
Агентство США з глобальних медіа (Broadcasting Board of Governors, BBG) призначене слугувати надійним джерелом новин та наочним прикладом вільної фахової преси для країн, які не мають незалежних ЗМІ. Особливим видом засобів масової інформації у США є американські інформаційні служби, підконтрольні BBG, такі як «Голос Америки», «Радіо Вільна Європа/Радіо Свобода», « Радіо Вільна Азія», «Близькосхідні мережі мовлення», «Радіо та телебачення Марті» та ін., які утворюють складну систему іноземного мовлення США. Такі як «Голос Америки», охоплюють сотні мільйонів користувачів за межами США.
Свобода слова в США зумовлюється Першою поправкою до Конституції: «Конгрес не має права видавати закони щодо впровадження будь-якої релігії чи заборони вільно сповідувати її, а також не має права видавати закони, що обмежують свободу слова, друку і права народу мирно збиратися і звертатися до уряду з проханням усунути якусь кривду». Як і інші свободи Першої поправки, свобода преси не є абсолютною. За свободами, якими користуються газети, наглядає судова система США, тоді як телерадіомовники контролюються як судами, так і урядовою Федеральною комісією зі зв'язку США. Цензура в інтернеті формально відсутня, проте здійснюється видалення неприйнятного/незаконного вмісту; найчастіше цей контроль покладається на приватні організації, підтримувані державними заохоченнями чи зобов'язаннями. На відміну від більшості країн світу, де інтернет-провайдери підпадають під державні мандати, більшість регулювання інтернет-контенту в США відбувається на приватному або добровільному рівні.

#### Канада

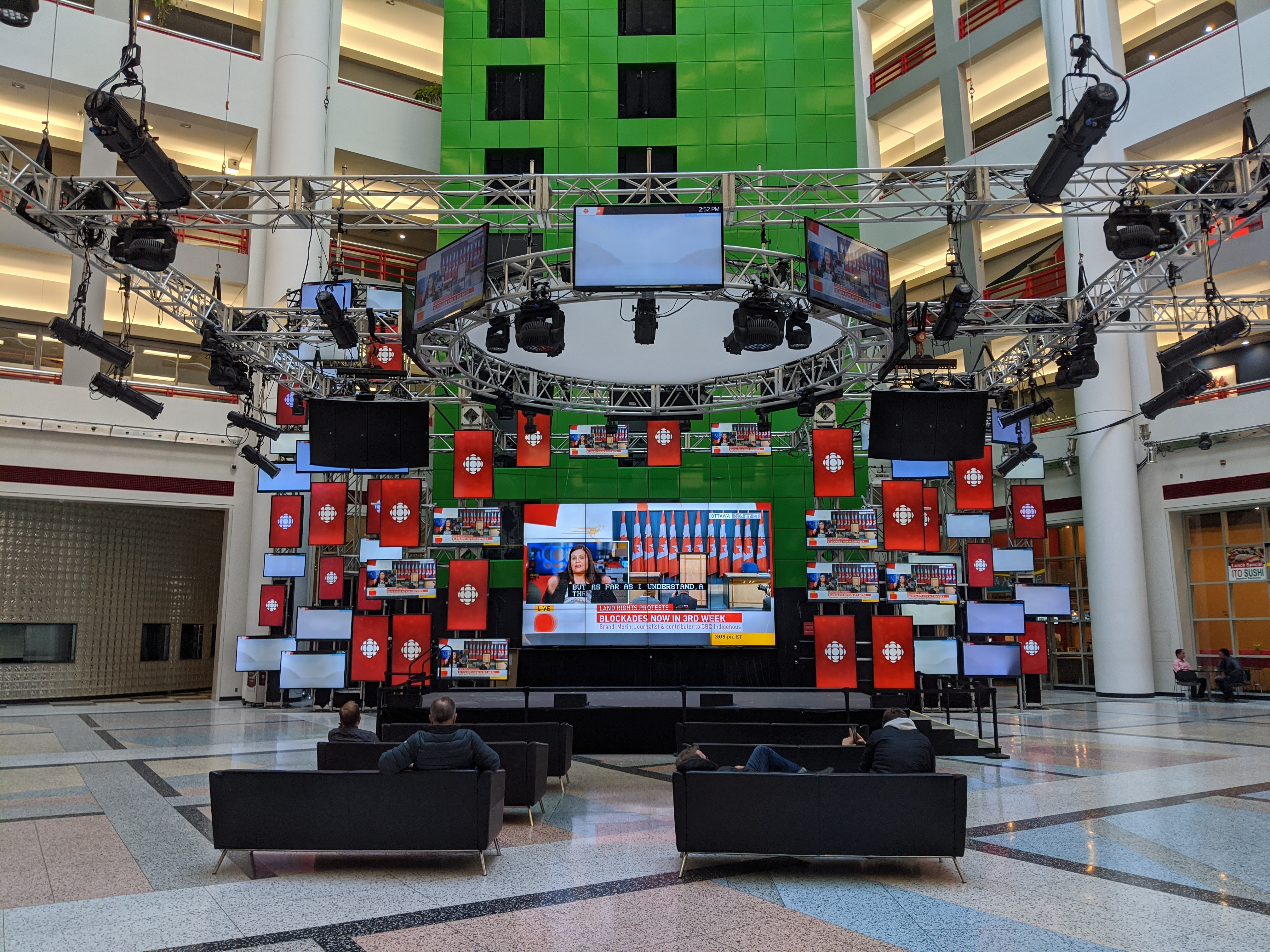
Атріум CBC

Модель засобів масової інформації в Канаді відрізняється від моделі в Сполучених Штатах, а також у більшій частині решти світу. Передусім це зумовлено франкомовністю населення Квебеку, для якого створюються франкомовні медіа, що майже не мають впливу і решті провінцій. Близькість Сполучених Штатів також є фактором впливу на канадські медіа. Дослідник Джон Ірвінґ, аналізуючи близькість до США в 1960-і, пояснював, що «більша частина труднощів, які загрожують засобам масової інформації в Канаді є прямим результатом американського економічного і культурного імперіалізму». Через значний вплив США на канадські ЗМІ, Канада не змогла утворити власну ідентичність в засобах масової інформації. Втім, один з найвидатніших дослідників медіа, Маршалл Маклуен, був канадцем.
У Канаді видається 98 щоденних газет загальним тиражем 5,2 млн примірників. Це означає, що кожен п'ятий канадець купує щоденну газету, а за тиждень принаймні одне видання купують 58 % населення — один із найвищих показників у світі. Більшість газет виходить у провінціях, що відбиває федеративний характер країни. Є лише дві загальнонаціональні газети «The Globe and Mail» і «National Post» (обидві англомовні). Найдавнішою канадською газетою, що видається з 1778 р., є «Montreal Gazette». Найбільший тираж у «Toronto Star». Більшість канадських газет належить газетно-видавничим концернам.
Канадська телерадіомовна корпорація (CBC) була першою організацією, яка розпочала трансляцію телевізійних програм у Канаді. Але телевізійні станції США, в тому числі філії ABC, NBC і CBS, завоювали значну аудиторію. Багато в чому, особливо з часу консолідації — кінця 1990-х та початку 2000-х років, телевізійна індустрія Канади більше нагадує британську або австралійську, в яких переважна більшість станцій безпосередньо належать їх мережам, на відміну від американської партнерської моделі. В деяких випадках одна станція фактично обслуговує цілу провінцію крізь мережу ретрансляторів.
Канада посідає 21-е місце у світі за використанням інтернету, станом на 2016 рік, 31,77 мільйона користувачів (89,8 % населення) мали до нього доступ. Інтернет у Канаді вирізняється порівняно малою швидкістю.

#### Китай

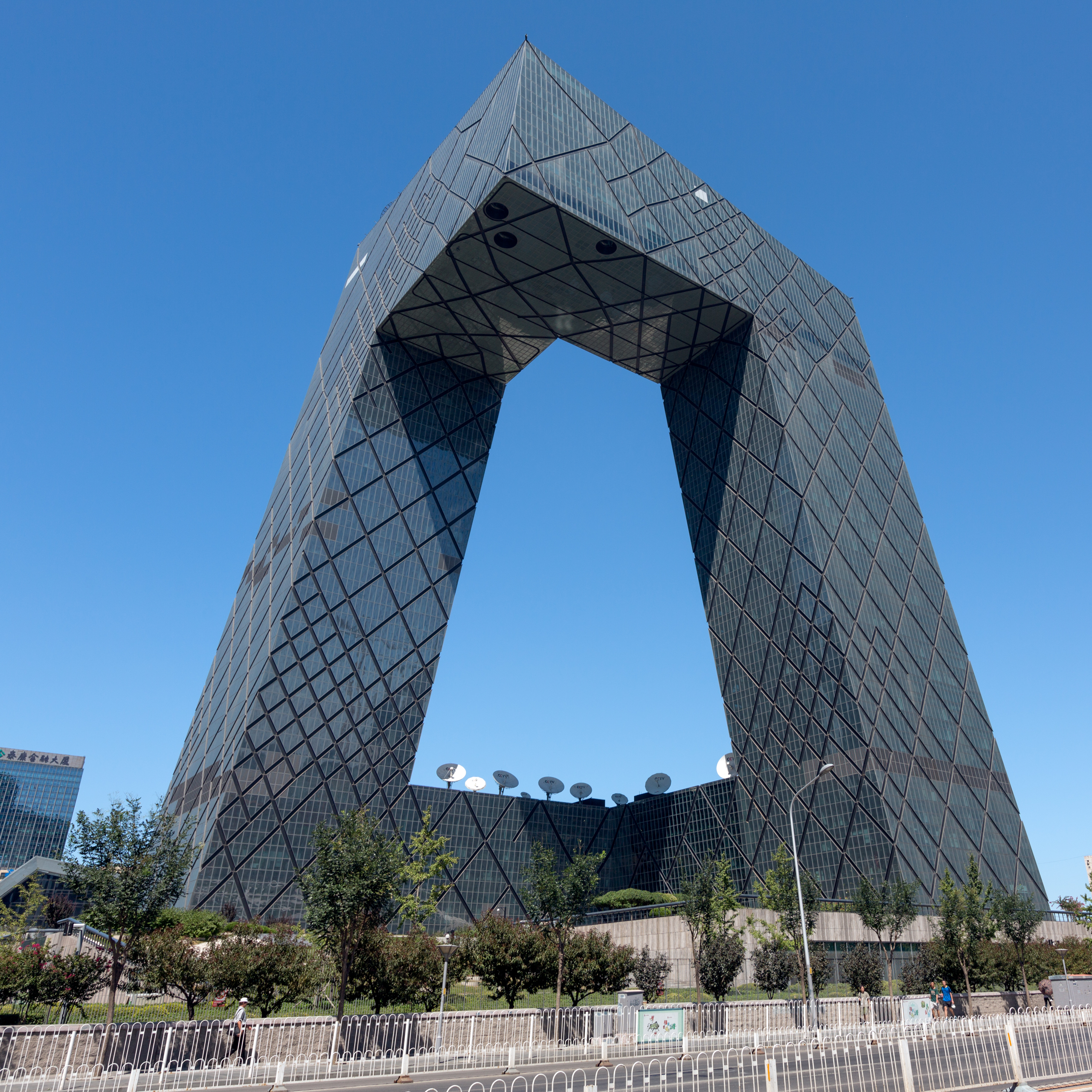
Штаб-квартира CCTV

Мас-медіа в Китаї почали активний розвиток у 1950-і та до 1997 року лишалися під жорстким контролем держави (закінчення правління Дена Сяопіна). Надалі китайські мас-медіа стають дедалі різноманітнішими, хоча контроль над ними доволі сильний. Ці мас-медіа значною мірою автономні у висвітленні світових подій, порівняно з медіа інших держав, замкнуті в межах інтересів Китаю. Переважно це кабельне та супутникове телебачення. Діє понад 700 телеканалів, 3 тис. кабельних каналів і 1 тис. радіостанцій. КНР отримує мовлення 20 закордонних супутникових телеканалів. Телебачення контролюється єдиною національною мережею Китайського центрального телебачення (CCTV), в якому діє Департамент пропаганди та Міністерство Радіо, кіно й телебачення. Всі місцеві телеканали зобов'язані передавати щоденні новини CCTV. Постійна аудиторія CCTV складає близько 1,2 млрд людей.
Головне друковане видання Китаю — газета «Женьмінь жибао» («Народна газета»), що виходить щоденним тиражем 3 млн примірників. Вебсайт газети — найбільший інформаційний вебсайт китайською мовою. Втім, аудиторія китайської преси з кожним роком зменшується з огляду на поширення телебачення й інтернету.
Кількість користувачів інтернету в КНР у 2020 році сягнула 904 млн. Більшість користувачів (71,8 %) — міські жителі. В КНР інтернет піддається державній цензурі і вона вважається найпотужнішою в світі. Невідповідні сайти блокуються, а також провадиться стеження за тим, які сайти відвідують користувачі. Для контролю над інтернетом наймаються багатотисячні колективи та розробляються алгоритми штучного інтелекту. Примітно, що в КНР діють власні платформи мережевого спілкування та соціальні мережі, такі як WeChat, Qzone, Weibo. Сукупність засобів для обмеження доступу до інтернету в КНР має умовну назву «Великий китайський фаєрвол» чи «Золотий щит». Низка західних компаній, таких як Google, Yahoo!, Microsoft, виконують вимоги китайської влади з обмеження доступу до інформації, самостійно фільтруючи інформацію для користувачів з Китаю. Гонконг не підпадає під обмеження материкового Китаю завдяки своєму особливому адміністративному статусу.

### Українські ЗМІ

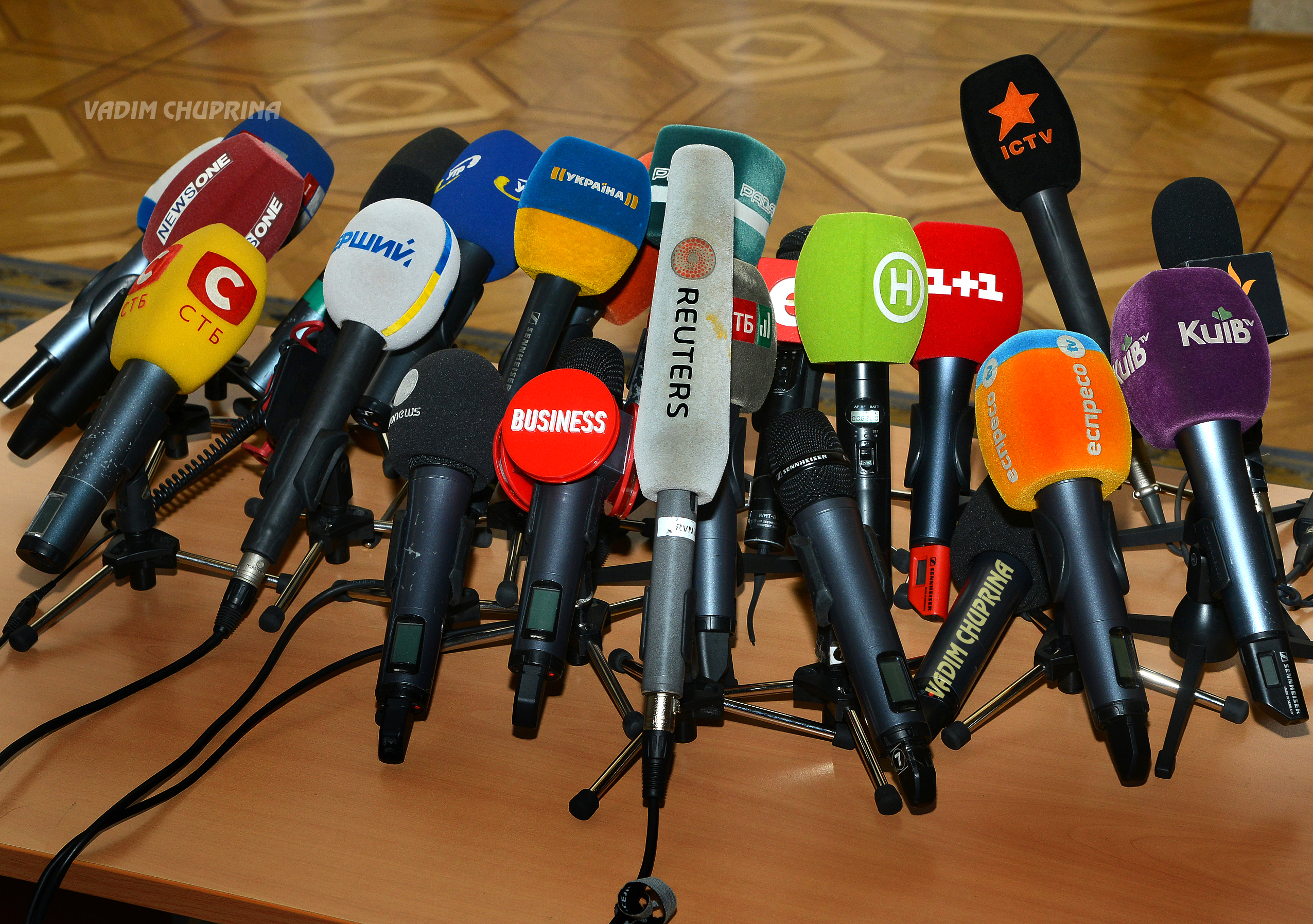
Мікрофони журналістів українських телеканалів

Загальне становище. Телебачення в Україні є лідером за поширенням і впливом на громадськість серед мас-медіа. За даними 2018 року, абсолютна більшість жителів України — 86 % — отримує інформацію про становище в країні і світі від українських телеканалів. 27 % українців одержують інформацію з українських інтернет-сайтів, 24 % — з соцмереж. 57 % жителів дивляться винятково українські мас-медіа. Доступ до інтернету мають 85 % українців і ця частка дедалі зростає, аудиторія звичних медіа при цьому зменшується. В 2019 році в Україні видавалося 3143 друкованих видання сукупним тиражем 607,2 млн примірників на рік. Серед них — 1 371 газет і 1 772 інших періодичних та продовжуваних видань. Переважна більшість друкованих ЗМІ виходила українською мовою — 1 321, українською та російською — 533, російською — 497, англійською — 67.
В Україні діяльність ЗМІ регулюється законами «Про друковані засоби масової інформації (пресу) в Україні», «Про інформацію», «Про рекламу», «Про телебачення та радіомовлення» та низкою інших. Загальні засади діяльності мас-медіа визначаються Законом України «Про інформацію». Зокрема, згідно зі статтею 24 цього Закону заборонена цензура. Також Законом заборонені втручання у професійну діяльність журналістів та контроль за змістом поширюваної інформації. В той же час від журналістів друкованих видань вимагається підтвердження їхньої професії та повноважень, і надання редакцією преси вірогідної об'єктивної інформації.
Стаття 6 Закону України «Про інформацію» встановлює обов'язок суб'єктів владних повноважень (у тому числі органів державної влади) повідомляти громадськість та мас-медіа про свою діяльність і прийняті рішення.
Попри закони, мас-медіа в Україні мають низку проблем з незалежністю та свободою слова. Станом на 2016-й найбільші медіагрупи (76,25 % аудиторії) контролювали чотири власники — Пінчук, Коломойський, Фірташ і Ахметов. В регіональних онлайн-медіа на 2020 рік до 37 % новин виконані на замовлення місцевої влади. Щомісяця стається від 10 до 30 випадків порушення свободи слова. Довіра до мас-медіа невисока: за підсумками 2019 року, 19 % аудиторії довіряє загальнонаціональній пресі, 22 % місцевому радіо. Водночас 49 % довіряє загальнонаціональним телеканалам, а інтернет-медіа довіряє 51 %.
Інформаційні агентства України. Інформаційні агентства відіграють дуже важливу роль в повсякденній роботі української медіасистеми. Багато ЗМІ часто покладаються на той контент, який публікують інформаційні агентства. Особливо це стосується регіональних ЗМІ, новинних сайтів і радіостанцій. Характерно, що інформація, надавана інформаційними агентствами, рідко перевіряється редакціями. Якщо в первинних повідомленнях інформаційних агентств з'являються помилки або викривлення, то вони швидко поширюються серед читачів по всій Україні. Навіть коли інформаційні агентства виправляють помилки, багато ЗМІ цього не роблять слідом за ними.
Українські інформаційні агентства, як і більшість інших ЗМІ, мають спірний статус дійсно незалежних, оскільки часто є частиною великих медіагруп, що належать олігархам. Наприклад, інформаційне агентство УНІАН входить в медіагрупи «1+1», що належить Ігорю Коломойському. «Українські Новини» входять до складу Inter Media Group, що належить Дмитру Фірташу і Сергію Льовочкіну. Хоча «Інтерфакс-Україна» наголошує на цілковитій незалежності, воно діє за ліцензією російського агентства «Інтерфакс». Укрінформ — це державне агентство, яке перебуває під впливом українського уряду.
В Україні також є офіси міжнародних інформаційних агентств, таких як Bloomberg (американське), Reuters (британське) або AFP (французьке).
Журналістська освіта. В Україні 39 вишів мають ліцензії щодо набору студентів на спеціальність «журналістика». Серед них 37 університетів пропонують програми бакалаврату і 30 пропонують програми магістратури, 2 — пропонують винятково магістерські програми. 
На бакалаврат щорічно може вступити близько 3000 студентів, на магістратуру — 1400. З цих університетів (39): 31 — державної форми власності, 8 — приватні; 9 — розташовані в Києві, а решта 26 — в обласних центрах. Загалом існує 26 кафедр журналістики, 2 кафедри соціальних комунікацій, 1 кафедра журналістики і засобів масової комунікації та 1 кафедра стилістики української мови і журналістики.
Примітно, що у певних медіакомпаній, є власні школи журналістики. Наприклад, телеканал «Інтер» має власний навчальний заклад «Інтершкола», який готує фахівців для індустрії телебачення, нових медіа та кіно. Також існують пропозиції вивчати журналістику онлайн. Найяскравішим прикладом, є платформа масових відкритих онлайн-курсів Prometheus, яка слугує українською подобою платформи Coursera.
Європейський центр журналістики виділяє з-поміж університетів, які пропонують програми в галузі журналістики: Навчально-науковий інститут журналістики Київського національного університету імені Тараса Шевченка; Львівський національний університет імені Івана Франка; Харківський національний університет імені В. Н. Каразіна; Національний авіаційний університет; Київський університет імені Бориса Грінченка; Київський національний університет культури і мистецтв; Запорізький національний університет; Національний університет «Острозька академія»; Чернівецький національний університет; Маріупольський державний університет; Український католицький університет.
Професійний розвиток журналістів. Українське законодавство не вимагає, щоб українські журналісти проходили підвищення кваліфікації. Проте, багато спеціалістів зацікавлені в ньому, тому підвищення журналістської майстерності поширене. Курси підвищення кваліфікації численні і пропонуються різними організаціями. Насамперед, такі курси доступні в університетах та аспірантурах. По-друге, такі програми можуть впроваджуватися чи асоціаціями медіасектору, або іноземними / міжнародними журналістськими організаціями, такими як Ukrainian Media E-School (UMESchool), «Школа Журналістики».
Послуги з професійного розвитку пропонуються і організаціями з розвитку засобів масової інформації. Прикладом слугує OPEN Media Hub. Велику роль у навчанні журналістів відіграють такі громадські організації, як «Інтерньюз Україна», «Детектор медіа», «Фонд розвитку ЗМІ», Український кризовий медіацентр (УКМЦ), Інститут розвитку регіональної преси (ІРРП) та інші.